# Операция Цербер
Операция „Цербер“ (на немски: Unternehmen Cerberus) е крупна немска военноморска операция по предислокацията на три големи надводни кораба на немските ВМС („Шарнхорст“, „Гнайзенау“ и „Принц Ойген“) от Брест до пристанищата на Германия, проведена в началото на 1942 г.

## Предистория
Операции по провеждането на надводни кораби през Ламанша са провеждани преди това нееднократно от германците:
- на 27 ноември 1941 г. пробив през Доувърския пролив извършва спомагателния крайцер „Комет“ – от запад на изток;
- в първата половина на декември същата година спомагателния крайцер „Тор“ преминава от изток на запад.

Отличителна черта на операция „Цербер“ е както количеството на надводните кораби, така и количество въвлечени сили на Кригсмарине и Луфтвафе за осигуряването на успешното изпълнение на операцията. Освен това, апогеят на операцията е през светлата част на денонощието.
През зимата на 1941 – 1942 г. в Брест са базирани „Шарнхорст“ (флагман на вицеадмирал Ото Цилиакс, командир – капитан I ранг Курт Хофман), „Гнайзенау“ (капитан Ото Файн) и „Принц Ойген“. На 12 януари 1942 г. в щаба на фюрера е прието решение за предислокацията на корабите от т.нар. „Брестка група“ в пристанищата на Германия. Разстоянието между Брест и Вилхелмсхафен е приблизително 850 морски мили.

## Ход на операцията
Корабите (под командването на вицеадмирал Ото Цилиакс) отплават от Брест в 2345ч. на 11 февруари, съпроводени от 6 ескадрени миноносци и известен брой торпедни и моторни катери. До входа на пролива ескадрата остава незабелязана. Това се случва едва в 1042ч. на следващата сутрин, когато 2 „Спитфайър“-а от авиобазата в Кенли излизат на разузнавателен полет и се натъкват на въздушното прикритие на корабите. Заради изричната заповед да се спазва радиомълчание при всякакви обстоятелства, е изгубено още ценно време – самолетите кацат в базата в 1109ч., а командването на бомбардировъчната авиация е уведомено едва в 1130ч. Късното откриване, бързината на немската ескадра (движеща се с 27 възела), както и факта, че англичаните са хванати неподготвени (няма големи надводни кораби в Ламанша, а подводниците, катерите и бомбардировачите са разпръснати) правят задачата за унищожаването на ескадрата много трудна.
Първата атака е от 5 торпедни катера в 1210ч. На два от тях се повреждат двигателите, а останалите успяват да изстрелят само едно торпедо, което минава далеч от целта. Следващата атака е проведена източно от Дувър от 6 стари биплана Суордфиш. Флагманът „Шарнхорст“ и останалите кораби откриват силен преграден огън. И шестте самолета са свалени, оцеляват само 5 души от екипажите им. Един биплан пада на стотина метра от левия борд на крайцера, но преди това успява да пусне торпедо, което е избягнато от „Шарнхорст“ с рязка смяна на курса. Смелостта на английските пилоти е отбелязана и от двете страни. Капитан I ранг Курт Хофман казва по време на атаката: „Горките. Толкова са бавни. Чисто самоубийство е за тях да летят срещу тези големи кораби“. Нито едно от пуснатите торпеда не улучва целта.
Почти веднага след това наблюдателите на крайцерите виждат очертанията на английския бряг. Батареята на бреговата артилерия край Саут Форланд изстрелва 33 залпа от 234-милиметровите си оръдия, но безрезултатно – разстоянието е прекалено голямо. Корабите продължават към устието на Шелда.
Неприятностите за германците започват в 1431ч. Тогава една от магнитните мини (пуснати 36 часа по-рано от британски самолет на дълбочина 38 м.) се взривява близо до левия борд на „Шарнхорст“ – до отделение XVI (под кула „Бруно“). Заради повредата на предпазителите всички електрически системи на кораба излизат от строя – изгасва осветлението (възстановено след 20 минути). Турбините спират работа и крайцера излиза от килватера. Силата на взрива е толкова голяма, че командващия „Гнайзенау“ – капитан Ото Фейн, остава с впечатлението, че се е взривил неговия кораб. След като се оглежда за щети, вижда гъстия черен пушек зад кърмата на „Шарнхорст“. И дума не може да става за спиране и ескадрата продължава с максимална скорост, оставяйки един ескадрен миноносец (Z 29) и 4 торпедни катера за защита на пострадалия флагман. Минути след това нетърпеливия вицеадмирал Цилиакс дава заповед на миноносеца да се приближи, за да се прехвърли на него, заедно с началник-щаба и трима полковници от Луфтвафе. Задачата по прехвърлянето обаче се оказва доста трудна – има силно вълнение. При приближаването си, миноносеца се блъска в борда на крайцера – част от мостика на Z 29 направо е откъсната, след като се е вклинила в надстройката на „Шарнхорст“. Въпреки това, вицеадмирала и останалите успяват да се прехвърлят от квартердека на крайцера на борда на миноносеца и последния бърза да настигне „Гнайзенау“ и „Принц Ойген“. Остават само торпедните катери – техните 140-мм оръдия са по-добре от нищо, но най-добрата защита на крайцера се оказват дъжда и падналата мъгла.
Лейтенант Тимер дава на капитан Хофман първия доклад за щетите. Взривът на мината образува голяма пробойна в корпуса (под кула „Бруно“). Наводнени са 30 водонепроницаеми отсека от петте главни (на дължина около 40 метра) и кораба поема близо 1220 тона вода. Получава се 1 градус крен на левия борд и 1 метър диферент на носа. Кула „Бруно“ е блокирана заради сериозна повреда на главния електромотор. Не функционират носовата 150-мм батарея, 105-милиметровата батарея №2, както и единичното 150-мм оръдие на левия борд. Унищожени са няколко трансформатора и части от системата за водене на огъня (някои от бусолите). Заради слабите фундаменти, неизчислени за подобно ударно натоварване, са изместени лагерите на захранващите помпи и турбогенераторите (с изключение на тези в отделение №4). За кратко време излизат от строя кърмовия жирокомпас, радиопеленгатора и ехолота. Заради лошото качество на заварките на кила и обшивката на дъното, пред носовата кула се образуват пукнатини и издутини. Същото (но заради лошата отливка) се случва с клюзовата тръба на десния борд.
Благодарение на главния инженер – капитан III ранг Валтер Кречмар и на подготовката на екипажа, хода на крайцера бързо е възстановен. Осем минути след взрива, Кречмар телефонира на мостика, че котлите работят. В 1449ч. е пусната първата турбина, 6 минути след нея – и втората, а в 1501ч. – и третата. Електрозахранването е възстановено почти навсякъде и половин час след експлозията „Шарнхорст“ отново развива скорост 27 възела в опит да настигне ескадрата. Без навигационни устройства, с пясъчните плитчини на холандското крайбрежие отдясно и минни полета отляво, се налага един от торпедните катери – T13, да действа като пилот пред кораба. Скоро след възстановяването на хода, крайцерът е открит от английската авиация. Първо един двумоторен бомбардировач пуска няколко бомби, които обаче падат на 90 метра от левия борд и не причиняват щети. Почти веднага след това кораба е атакуван в продължение на десет минути от 12 „Бофорт“-а, които са разпръснати със зенитен огън и от пристигналото въздушно прикритие. След това на „Шарнхорст“ се налага рязко да се отклони от торпедо, насочено към кърмата. Следват още няколко въздушни атаки, но интензивния зенитен огън и умелото маневриране обезмислят усилията на англичаните. Стволовете на зенитните картечници се нагряват до червено (една даже се пръска), а на няколко блокира предавката за хоризонтално насочване.
Към 1800ч. корабът приближава крайбрежието на Холандия. Започва шквал, а силата на вятъра нараства до 7-а степен. Падащият здрач и лошото време правят почти невъзможно откриването на кораба от англичаните. В 1816ч. и последния британски самолет се отдалечава в тъмнината, която обаче увеличава опасността поради затруднената навигация. По-късно щурмана – капитан II ранг Хелмут Гислер определя тази нощ като „най-дългата нощ в живота ми“. Малко след това „Шарнхорст“ забелязва два от миноносците от ескадрата. Z 29 и „Херман Шьоман“ са спрели, заради повреда в омаслителната система на Z 29, чиято поправка отнема към 20 минути. Вицеадмирал Цилиакс се прехвърля на „Херман Шьоман“.
В 1915ч. забавилия се миноносец настига „Шарнхорст“ и сигнализира, че ще го води през канала, разделящ Фризките острови и крайбрежните плитчини. Шквалът обаче отдалечава миноносеца и Гислер, все още без ехолот, трябва да води кораба на сляпо. С намалена скорост, крайцера бавно продължава напред. Капитан Хофман тъкмо дава заповед за промяна на курса, когато един от наблюдателите вижда буя, маркиращ входа на канала. Най-накрая могат да си отдъхнат – в 1930ч. капитана нарежда частична отмяна на бойната готовност. На екипажа е сервирано горещо ядене. 4 минути по-късно, крайцера подминава остров Тесел.
Следващите 2 часа минават без инциденти. „Шарнхорст“ е на 10 мили от холандското крайбрежие. Остров Тершхелинг е останал далеч зад кърмата, а наблизо от дясната страна е остров Шхирмоникоог.
В 2135ч. корабът се натъква на втора магнитна мина. Тя се взривява под десния борд, на дълбочина 24 метра. Капитан Хофман е съборен на мостика от силата на есплозията. За две минути излизат от строя поправения жирокомпас и осветлението. Щурвалът заяжда и се налага да спрат турбините – средната и лявата са блокирали, докато дясната остава неповредена. Под кърмовата 105-мм зенитна батарея се образува голяма пробойна. Десет отсека (от 4 главни) откъм десния борд се напълват с близо 300 тона вода. Закрепването на паропроводите в машинното отделение на десния борд не издържа на удара и заради изпусканата пара се налага да се спрат съответните котли. Болтовете на фундамента на външните лагери на гребния вал са скъсани. Кренът на левия борд, образувал се след взрива на първата мина, отначало се оправя, но крайцера продължава да поема вода откъм десния. Този път се получава 7 градуса крен на този борд. Допълнителни повреди има в електрическата инсталация. Генераторно отделение №5 не работи, а №2 едва успява да подава ток. От силната експлозия леко са повредени някои от механизмите и въртящите се части на кулите от главния калибър, а по-сериозни щети са нанесени на няколко 105-мм батареи. Удивителното е, че няма убити – само един матрос е тежко ранен.
Главният инженер Кречмар отново успява да направи невъзможното. Налага се отначало да плават само със средната турбина (пусната в 2211ч.) със скорост 10 възела, докато подадат слабо натоварване на десния вал, увеличавайки скоростта до 14 възела. През тези 37 минути корабът е отнесен 2 мили към плитчините. Ремонт на лявата турбина може да бъде извършен само в корабостроителница. Левия вал не работи, но поне има свободен ход.
Силния взрив е чут на „Херман Шьоман“, който незабавно се връща назад да окаже помощ. Сигналната лампа на „Шарнхорст“ обаче е повредена. В 2142ч. сигналчиците успяват да отговорят кратко: „Ударихме мина“. Капитан Хофман не може да предаде на вицеадмирала доклад за състоянието, преди да се сложи нова лампа. Двата кораба пак се отдалечават и миноносеца изгубва крайцера.
Прожекторите на „Херман Шьоман“ кръстосват непрекъснато водата, търсейки първо кораба, а после, когато Цилиакс е убеден, че „Шарнхорст“ е потънал – за оцелели. Виждат се петна от гориво, но не и останки от крайцера. Вицеадмиралът стига до извода, че кораба е оцелял, но не може да продължи на собствен ход. В 2246ч. той праща кодирано съобщение до близката брегова станция, че „Шарнхорст“ спешно се нуждае от помощ и преди всичко от влекачи. Внезапно, в 2300ч. прожекторите осветяват корпуса на крайцера, напредващ бавно със скорост от 10 възела.
В 0350ч. на 13 февруари до „Шарнхорст“ достига съобщение, че „Гнайзенау“ и „Принц Ойген“ са в Хелголандския залив и ще продължат към Кил, а флагмана да се отправи към Вилхемсхафен. Влекачи така и не пристигат. В 0800ч. крайцерът достига благополучно до устието на река Яде, където е спрян от леда. Вицеадмиралът използва момента да се прехвърли обратно на „Шарнхорст“, който трябва да изчака близо 5 часа за прилива по обяд, за да навлезе до пристанището. Търпението на капитан Хофман вече се е изчерпало (а и все още има опасност от появата на английски бомбардировачи), и той отдава заповед на щурмана Гислер да продължи без влекачи. Метър по метър крайцерът напредва и в 1330ч. пристига във Вилхелмсхафен.

## Резултат
По време на операцията „Шарнхорст“ изстрелва около четиристотин 105-мм, деветстотин 37-мм и шест хиляди 20-мм снаряда. Вицеадмирал Ото Цилиакс и капитан I ранг Курт Хофман са наградени с Рицарски кръст, а навигатора Хелмут Гислер и главния инженер Валтер Кречмар – с Германски кръст (златен). Железни кръстове са раздадени на голяма част от екипажа. Хофман и Гислер са повишени в звание.
На следнащия ден „Шарнхорст“ е поставен на плаващ док за оглед на корпуса. Щетите са по-сериозни, отколкото се предполага, но все пак не достатъчно за да бъде държан във Вилхемсхафен, където е по-близо до английската авиация. На 15 февруари крайцерът отплава за Кил за ремонт.